# Stigmatomma
Stigmatomma és un gènere de formigues de la subfamília dels amblioponins (Amblyoponinae). Té una distribució paleàrtica, incloent-hi la península Ibèrica.

## Espècies
El gènere Stigmatomma inclou 55 espècies, de les què només una viu a la península Ibèrica:
- Stigmatomma emeryi (Saunders, 1890)